# Dirk de Groot (predikant)
Dirk Albertus de Groot (Pieterburen, september 1796 - Groningen, 2 december 1878) was een Nederlandse predikant.
De Groot was predikant in de Nederlandse Hervormde Kerk te Eppenhuizen (1821-1823), te Woltersum (1823-1828), te Vries (1828-1831) en te Sneek (1831-1866).
In 1838 wilde men De Groot benoemen als directeur van het Zendelinghuis van het Nederlandsch Zendeling Genootschap, gevestigd te Rotterdam, waar hij echter voor bedankte. 
Vanaf zijn emeritaat tot aan zijn dood woonde hij in bij zijn broer Petrus Hofstede de Groot die hoogleraar te Groningen was. 
- Biografisch Portaal: 99170024
- Digitale Bibliotheek voor de Nederlandse Letteren: groo079
- International Standard Name Identifier: 0000 0003 5837 9319
- Nederlandse Thesaurus van Auteursnamen: 072196130
- Système universitaire de documentation: 130797103
- Virtual International Authority File: 208314599
- WorldCat: E39PBJgxrY9jGdTFCJHTXGrrMP